# Landkreis Cham
Landkreis Cham [kʰɑːm] er den østligste landkreis i regierungsbezirk Oberpfalz i den  tyske delstat Bayern. I syd og sydøst grænser den til landkreisene Straubing-Bogen og Regen i Niederbayern. Andre naboer er landkreisene Regensburg im
Südwesten sowie Schwandorf mod vest og nordvest. På en strækning af 71,6 km grænser landkreis Cham i øst til den  tjekkiske Bezirk Pilsen (Plzeňský kraj). 

## Geografi
Området ligger i  Oberpfälzer- og  Bayerischer Wald som skilles fra hinanden af Cham-Further-sænkningen. Floden  Regen skærer gennem kreisen fra sydøst mod vest. Kreisområdet er næsten identisk med Nationalpark Bayerischer Wald.

## Byer og kommuner
Kreisen havde 147086  indbyggere pr.  2018-12-31

| Byer 1. Bad Kötzting (7498) 2. Cham, administrationsby (16907) 3. Furth im Wald (9093) 4. Roding (12081) 5. Rötz (3383) 6. Waldmünchen (6728) Købstæder (Markt) 1. Eschlkam (3364) 2. Falkenstein (3388) 3. Lam (2599) 4. Neukirchen b.Hl.Blut (3700) 5. Stamsried (2234) Kommuner 1. Arnschwang (2009) 2. Arrach (2464) 3. Blaibach (1971) 4. Chamerau (2602) 5. Gleißenberg (913) 6. Grafenwiesen (1519) 7. Hohenwarth (1912) 8. Lohberg (1873) 9. Michelsneukirchen (1754) 10. Miltach (2267) 11. Pemfling (2224) 12. Pösing (983) 13. Reichenbach (1309) 14. Rettenbach (1812) 15. Rimbach (1821) 16. Runding (2317) 17. Schönthal (1949) 18. Schorndorf (2763) 19. Tiefenbach (1915) 20. Traitsching (4189) 21. Treffelstein (957) 22. Waffenbrunn (2023) 23. Wald (2887) 24. Walderbach (2223) 25. Weiding (2515) 26. Willmering (1965) 27. Zandt (1963) 28. Zell (1808) |

Verwaltungsgemeinschafte
1. Falkenstein
(Markt Falkenstein und Gemeinden Michelsneukirchen und Rettenbach)
2. Stamsried
(Markt Stamsried und Gemeinde Pösing)
3. Tiefenbach
(Gemeinden Tiefenbach und Treffelstein)
4. Wald
(Gemeinden Wald und Zell)
5. Walderbach
(Gemeinden Reichenbach und Walderbach)
6. Weiding
(Gemeinden Gleißenberg und Weiding)